# Rue Baraban
Pour les articles homonymes, voir Baraban.
La rue Baraban, ou rue de Baraban, est une voie du quartier de Villette-Paul-Bert dans les 3e et 6e arrondissements de Lyon, en  France. Elle tire son nom d'un ancien domaine, le « domaine de Baraban », lui-même du nom en parler lyonnais du baraban, une espèce de pissenlit comestible du genre Taraxacum, dit Taraxacum dens leonis ou « dent-de-lion ».

## Situation

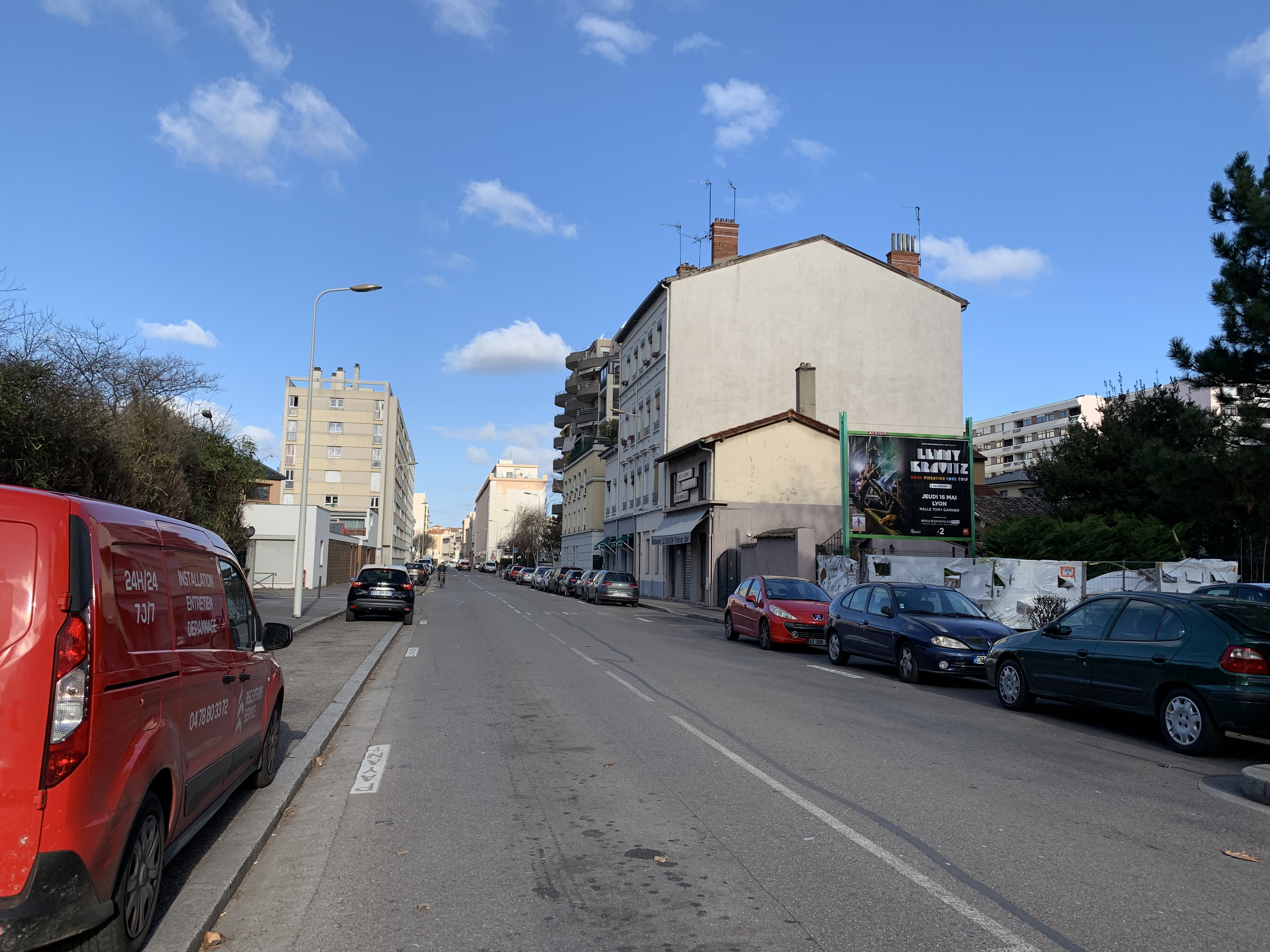
La rue Baraban, vue vers le nord, entre l'avenue Georges-Pompidou et la rue des Petites-Sœurs, en 2019.

D'orientation nord-sud, la voie possède une numérotation côté impair à l'est de 1 à 157 et côté pair à l'ouest de 2 à 168. Depuis le nord, en limite de Lyon et de Villeurbanne, elle prolonge la rue Alexandre-Boutin située à Villeurbanne au croisement avec la voie dénommée rue Louis-Becker à Villeurbanne et rue Germain à Lyon. Elle croise ou sert de tenant ou d'aboutissant aux voies suivantes : le cours Lafayette (croisement), la rue Saint-Antoine (croisement), la rue Saint-Sidoine (à l'est), la voie  dénommée rue d'Aubigny à l'ouest et rue Saint-Victorien à l'est (croisement), puis la rue Roposte (à l'ouest), l'impasse Meunier (à l'est), la rue des Petites-Sœurs (à l'ouest), l'avenue Georges-Pompidou (croisement), la rue Sainte-Anne-de-Baraban (à l'est), la rue des Teinturiers (à l'ouest), la rue Antoine-Charial (croisement) et la rue Paul-Bert (croisement). Enfin, elle aboutit à la place Rouget-de-l'Isle, à l'intersection des avenues Félix-Faure et Lacassagne.

## Accès
En matières de transports en commun, la voie est parcourue sur toute sa longueur par la ligne   au moins dans le sens sud-nord. Dans le sens nord-sud, la ligne emprunte la rue Baraban dans ses deux-tiers nord puis la rue Turbil, immédiate parallèle à l'est dans son tiers-sud, au-delà de la rue Antoine-Charial. La rue est également desservie au nord, par les lignes   et   à l'arrêt Charmettes sur le cours Lafayette, au centre par la   sur l'avenue Georges-Pompidou et au sud, autour de la place Rouget-de-l'Isle, par les lignes   .

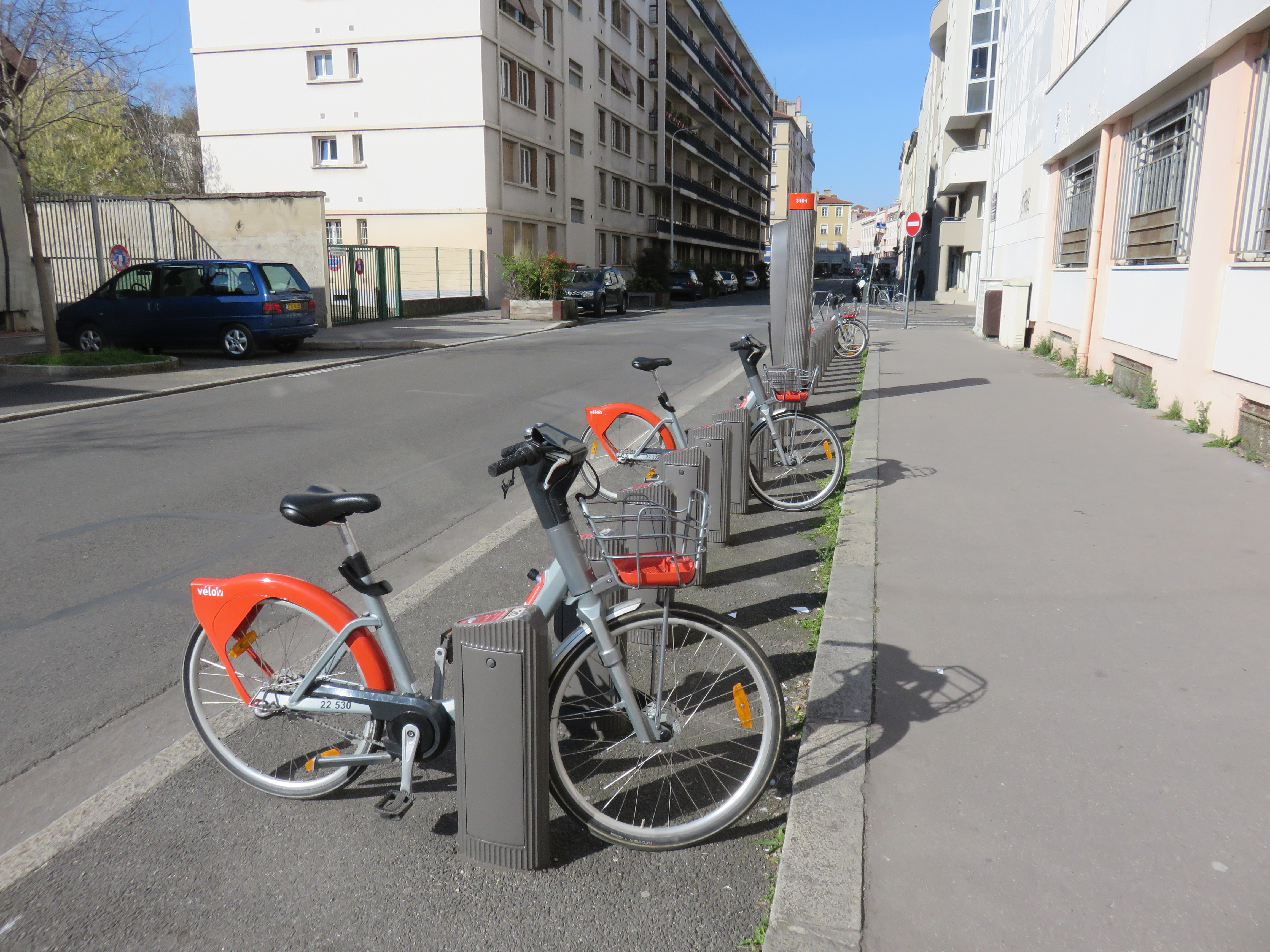
La station Vélo'v à l'aplomb du no 55 en 2019.
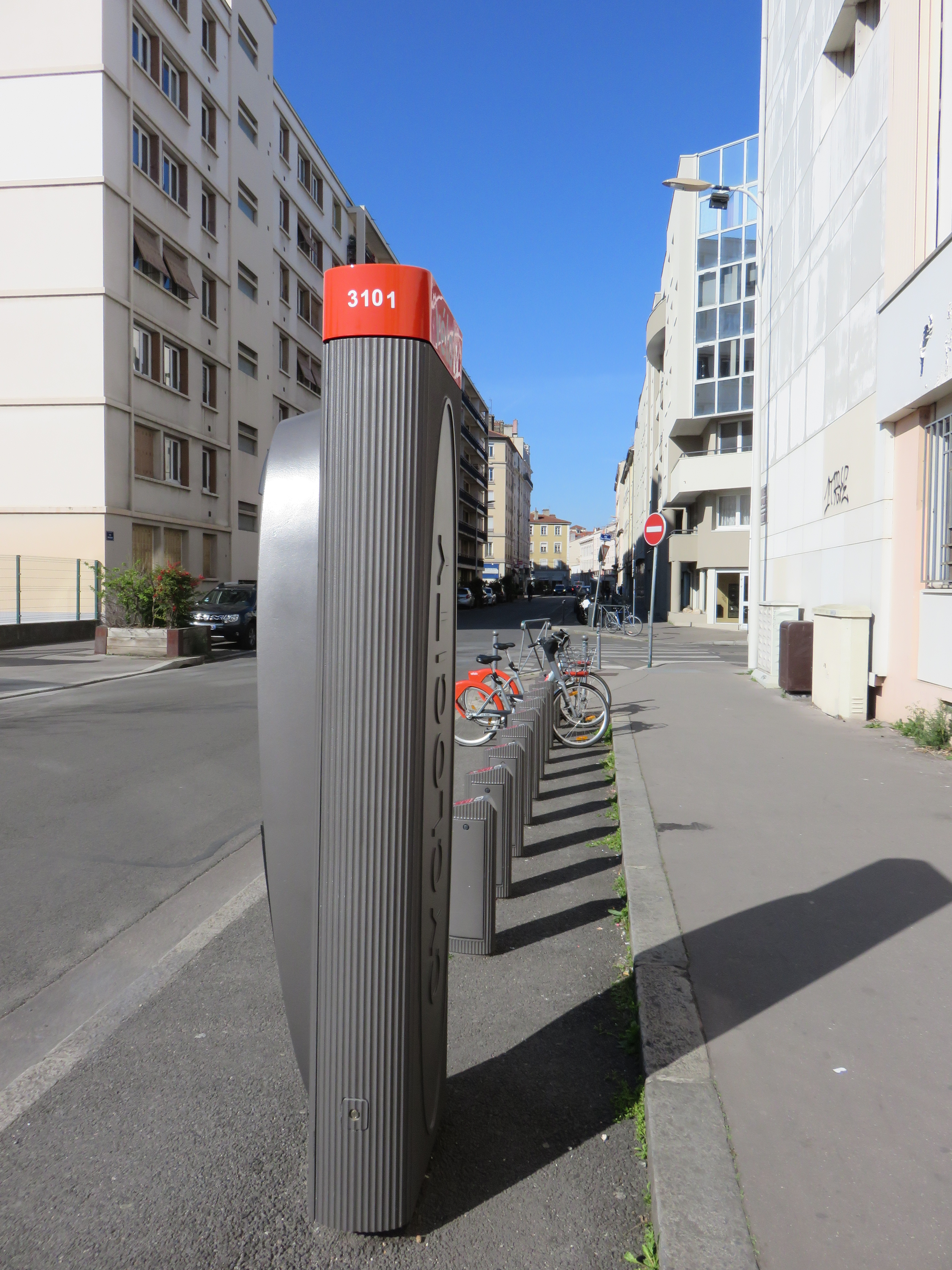
Le potelet no 3101 de la station de Vélo'v, en 2019.

## Odonymie
La rue tire son nom d'un « vaste et ancien domaine », dans lequel a été tracée la voie, domaine dont l'orthographe varie, notamment Barabant, tirant lui-même son nom du baraban, terme du parler lyonnais désignant un pissenlit comestible du genre botanique Taraxacum. Elle est attestée avec ce nom depuis 1852.

## Histoire

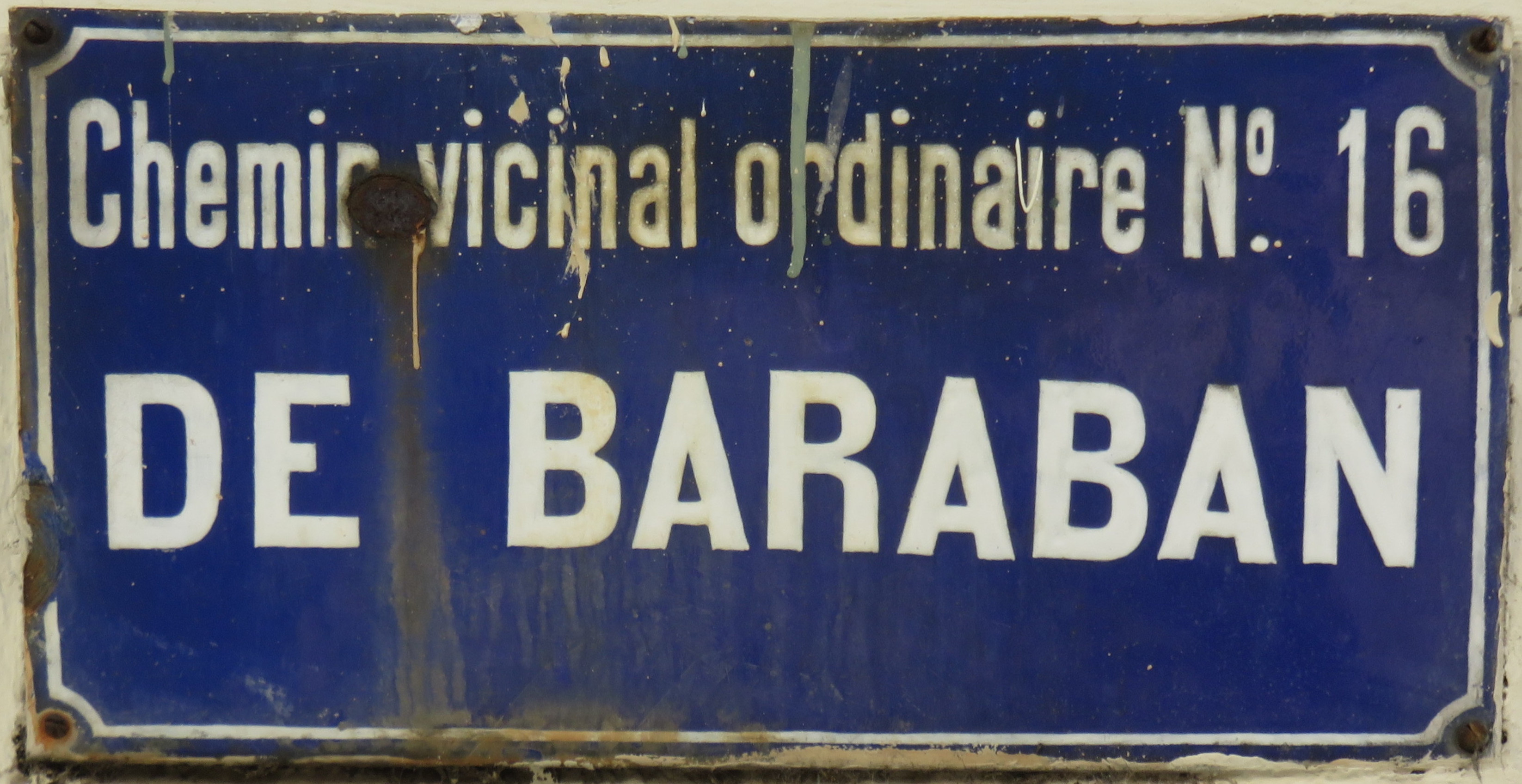
Une plaque de rue, photographiée en 2019, portant mention de l'ancien nom « chemin vicinal ordinaire no 16 ».

Une partie de son tracé est très ancien et remonte au XVIIIe siècle.
Longtemps « en impasse », la voie est classée en chemin vicinal en 1852, et porte le nom de « chemin vicinal ordinaire no 16 ». En 1856, la rue n'abrite que des ouvriers en filature, dont les métiers utilisent l'eau douce de la Rize, proche : rouissage, moulinage, tissage et corderies. Dans cette seconde moitié du XIXe siècle s'installent des industries comme Coignet au no 12, les mécaniciens de Buffaud Frères en 1867 au no 27. En 1886, ce sont les établissements de construction mécanique Buffaud & Robatel qui s'installent ; ils ferment vers 1950.
La numérotation de la rue change entre 1890 et 1900, voire 1901.
En janvier 1930, une voiture automobile accroche une livraison de lait dont les bidons se déversent. En mars 1986, au niveau du siège des renseignements généraux, au no 55, des policiers prennent en filature André Olivier, l'une des têtes pensantes d'Action directe ; s'ensuit une course-poursuite dans le quartier des Brotteaux avec sa fille couchée à l'arrière du véhicule et son complice André Blanc.
Il existe, attestée en 1955, une ancienne impasse de Baraban, qualifiée de « voie privée », au niveau de l'actuel no 77, que reprend l'actuelle impasse Meunier. En 1969 est inaugurée la patinoire Baraban.

### Histoire récente
En mai 2019, faisant suite à la rénovation et reconstruction partielle des nos 117 à 125, une nouvelle statue de la Vierge est installée à l'angle des rues Baraban et Paul-Bert.
En février 2022, l'arrêt de bus du C16 Patinoire Baraban est équipé d'abris-bus dans les deux sens. En juillet de la même année, le Petit bar au no 28 est ravagé par un incendie sans faire de blessé, car l'établissement est fermé au moment des faits mais l'établissement est détruit.

## Description
| Anciens numéros  | 91  |  |
| Nouveaux numéros | 153 |  |

Au no 12 se trouvait l'usine Coignet, où le peintre Jacques Martin (1844-1919) possédait son atelier.
Au no 14 se trouve le consulat du Paraguay.
Au no 52 se trouve la patinoire Baraban, inaugurée en 1969, qui occupe l'emplacement d'anciens jardins ouvriers.
Au no 83, un lavoir fonctionnait encore en 1930, le dernier du quartier à cette période, et bénéficiait des eaux de la rivière proche, la Rize.
Au no 105 se trouve le jardin du Sacré-Cœur et l'église du Sacré-Cœur, bâtie de 1922 à 1934.
Au nos 121 et 123 se trouvait la « maison Musy », ayant fonctionné de 1890 à 1950, et qui tenait commerce d'« un peu tout » dont des fleurs artificielles, des articles de mode, de la literie, de la bonneterie et de la confection.
Au no 125 se trouve à l'angle avec la rue Paul-Bert une statue de la Vierge de 170 centimètres, due à l'artiste Christine Onilllon, réalisée en résine acrylique et inaugurée en mai 2019.
Au no 133 se trouvait une mercerie, Mme Mochel, de 1900 à 1940, puis Melle Mochel de 1940 à 1970.
Au no 153 (anciennement no 91), se trouvait la maison et la boissellerie de la société Mure Frère, dans un immeuble remarquable conçu par l'architecte C. Jance. Son propriétaire Antoine Mure (1835-1898), s'installe à cette adresse dès 1872, en remplacement d'un autre artisan du bois, Argoud, l'acquisition des lieux semble avoir été faite au nom de la société Mure Frère qu'il exploite avec son frère Joanny sur le quai Jules-Courmont (alors « quai de l'Hôpital »). Les associés semblent délaisser le quai entre 1884 et 1895, en lien avec l'érection des bâtiments neufs de la rue Baraban. Antoine meurt en 1898 et les lieux reviennent à son fils Marius. Jusqu'à la Première Guerre mondiale, la production évolue vers les instruments agricoles et l'aviation. La société disparaît en 1927, et dès 1924, les locaux sont loués par une société d'automobiles Rousset et Cie. Marius est de nouveau dans les lieux en 1935, mais ceux-ci deviennent la société Bellin avant 1944. Ces bâtiments ont été détruits au début des années 2000 pour être remplacés par un immeuble d'habitation dont l'un des décors reproduit une rosace présente dans l'ancien bâtiment.
Au no 154 se trouve la pension de famille « Rue Baraban » de 22 logements gérés par Habitat et Humanisme Rhône et inaugurés en 2013.
Au no 162 se trouve la mosquée Es-Salem, inaugurée en 2017. L'association Es-Salem annonce un projet d'extension de la mosquée au no 160 en novembre 2022.
Au no 168 se trouvait une mercerie, qui a perduré de 1910 à 1950.

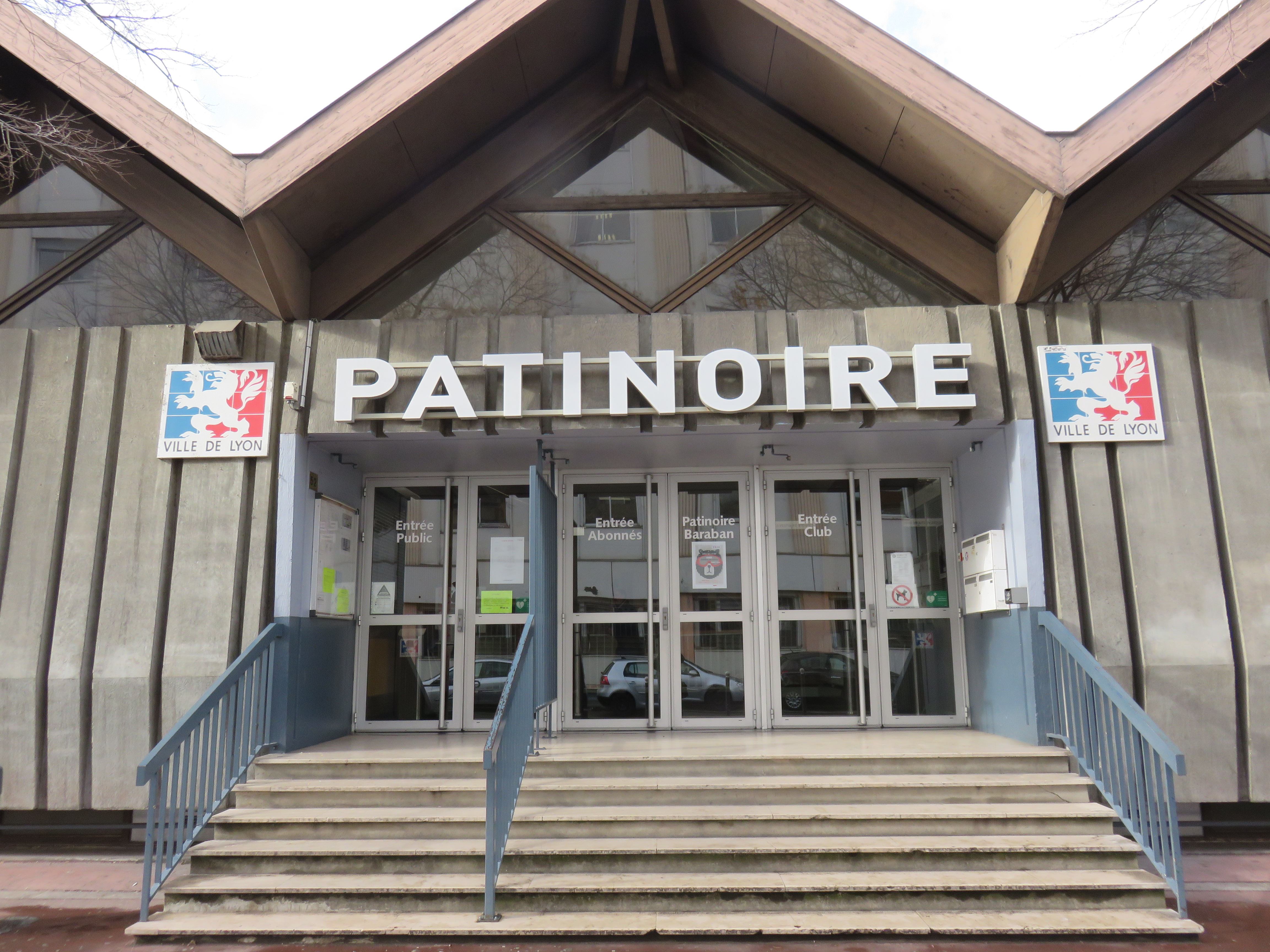
La patinoire Baraban au no 52, en 2019.
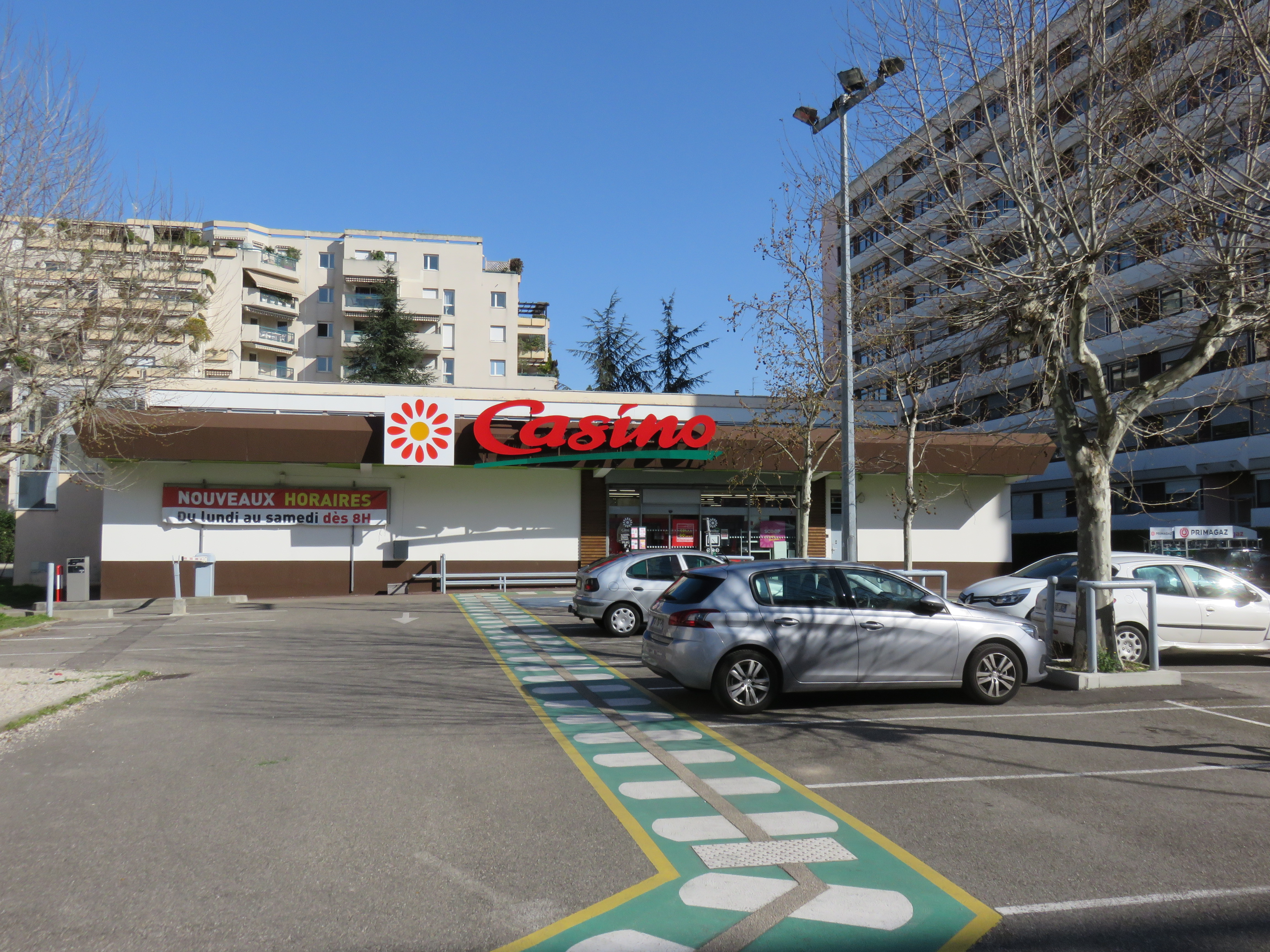
L'ancien supermarché Casino au no 57, en mars 2019, détruit pour laisser la place à un immeuble d'habitations, les jardins de Mâa.
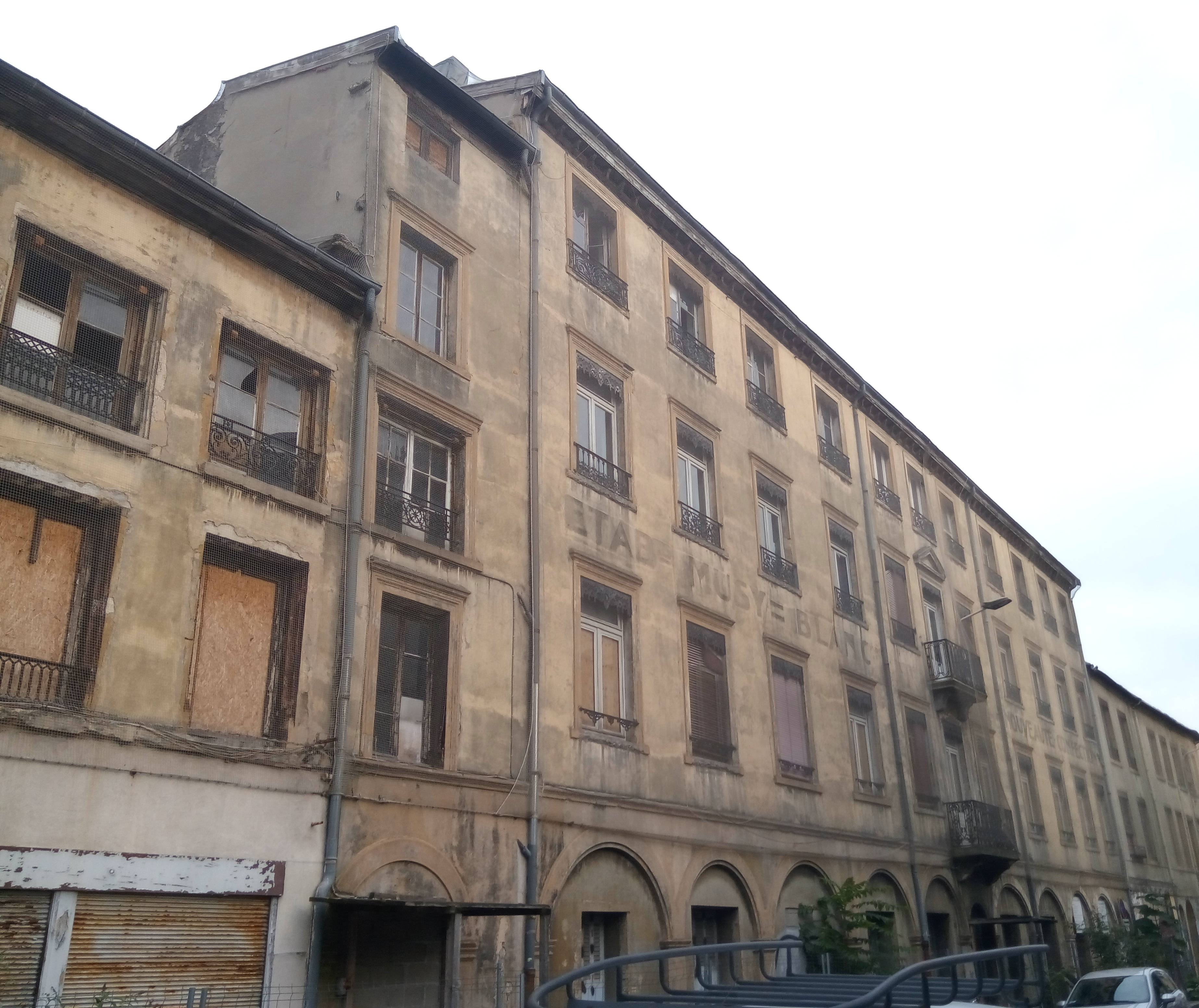
Les anciens établissements de confection Musy-Blanc aux nos 121 et 123, en 2016, avant leur rénovation et transformation en appartements.
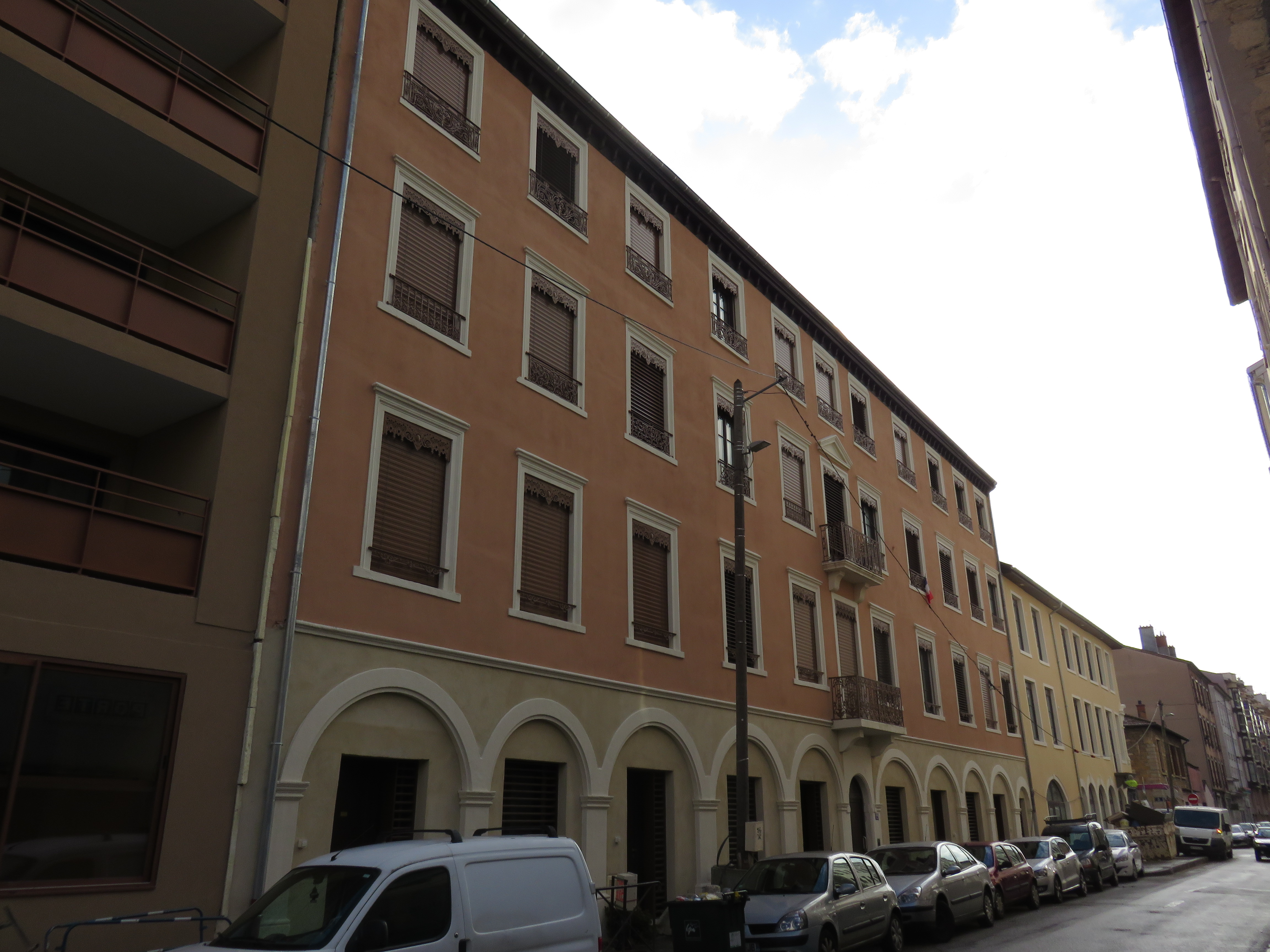
Les établissements Musy-Blanc, après leur rénovation, en janvier 2019.
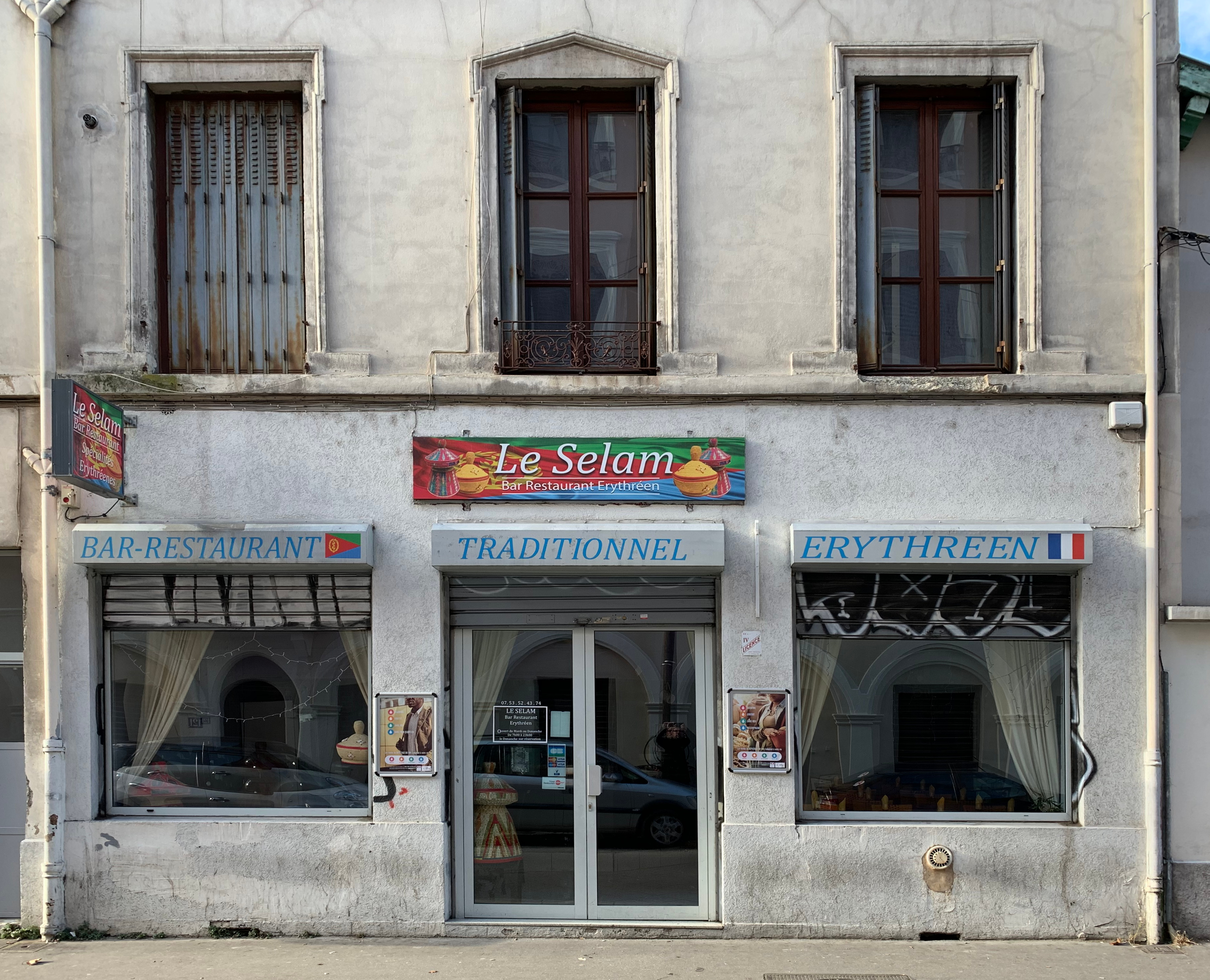
Le restaurant de spécialités érythréennes Le Selam, au no 128, en janvier 2019.
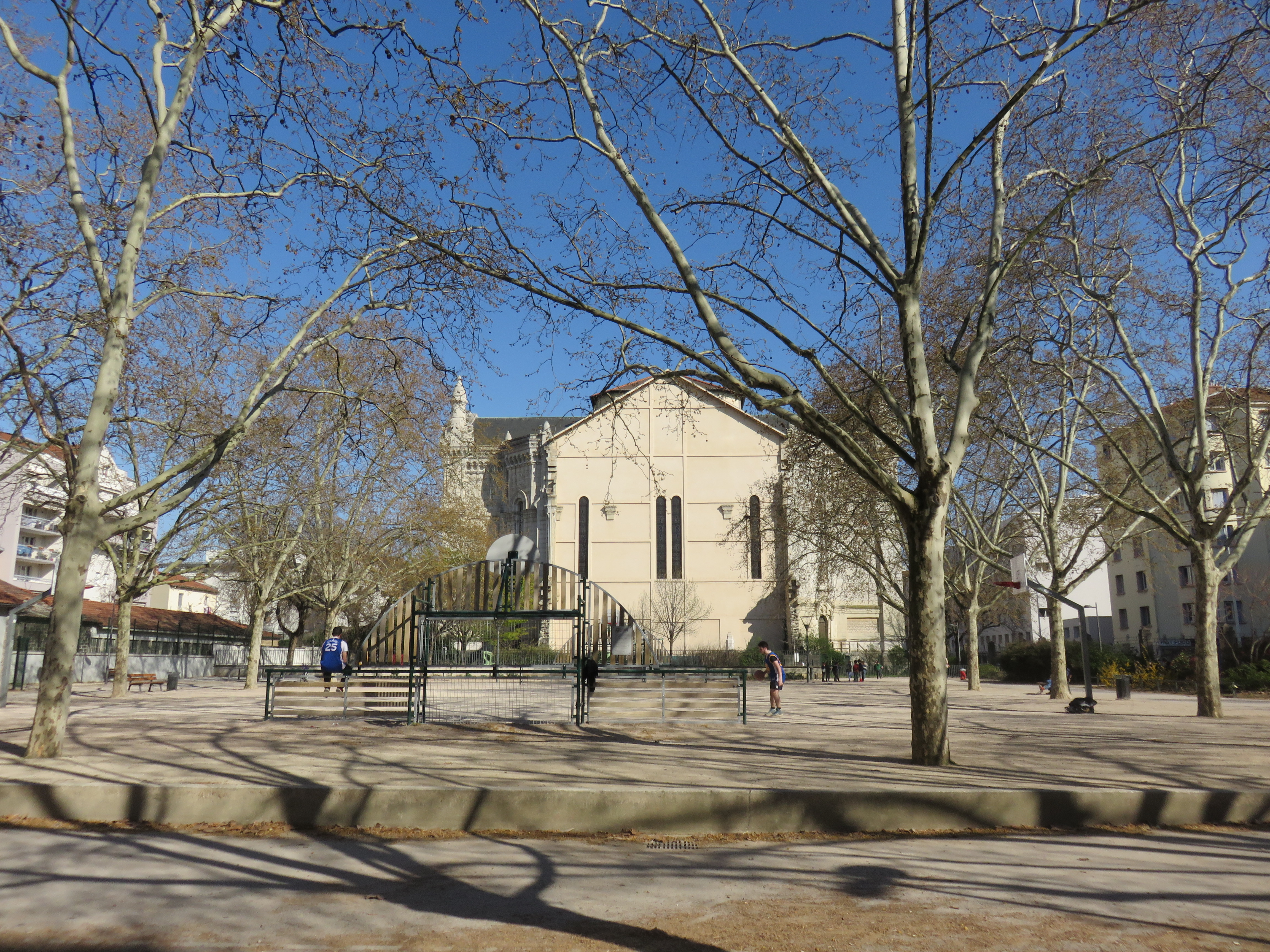
Le jardin du Sacré-Cœur à l'aplomb du no 105 et le pignon de la nef inachevée de l'église du Sacré-Cœur, en mars 2019.
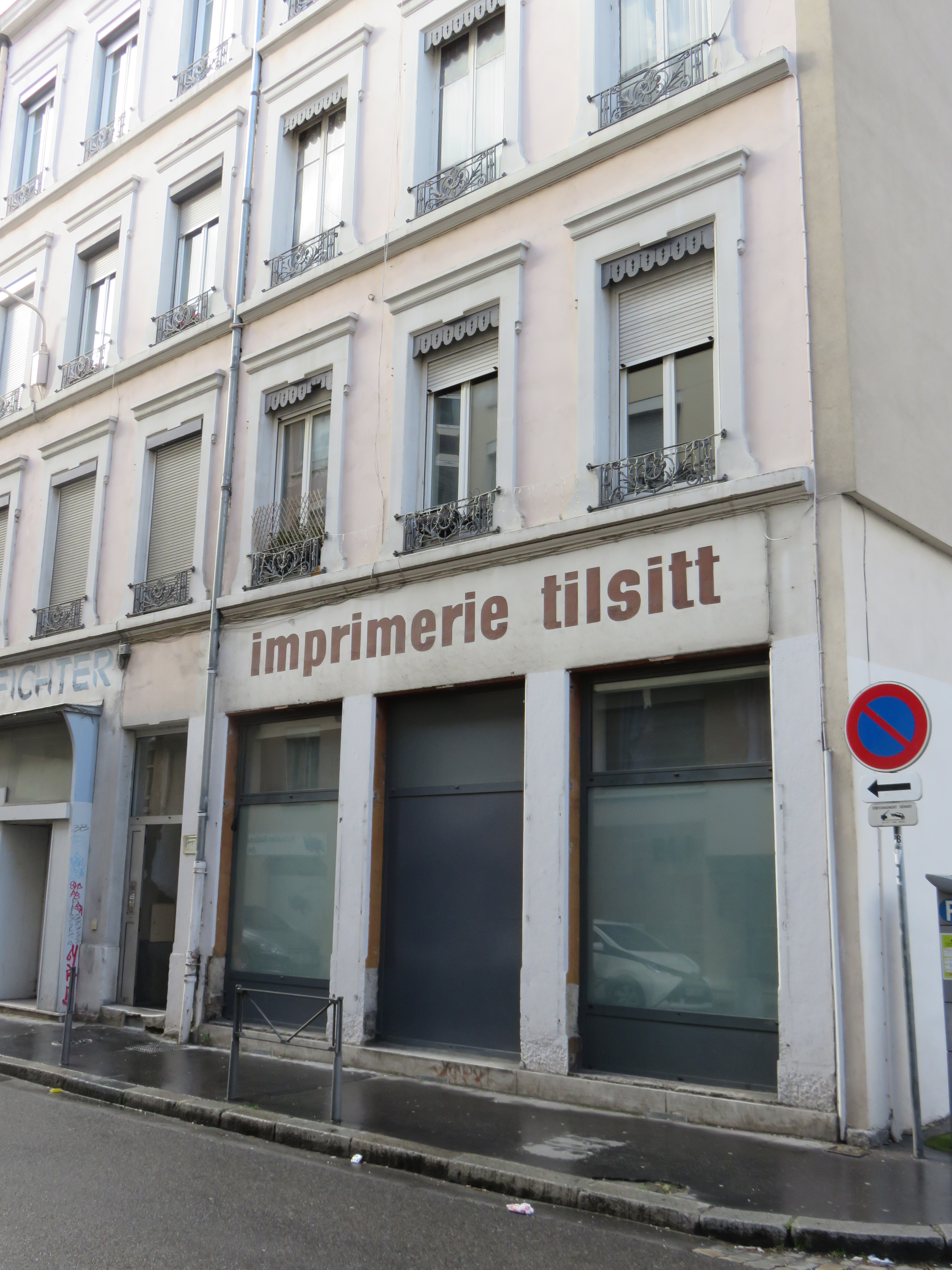
L'ancienne imprimerie Tilsitt au no 148, en janvier 2019.
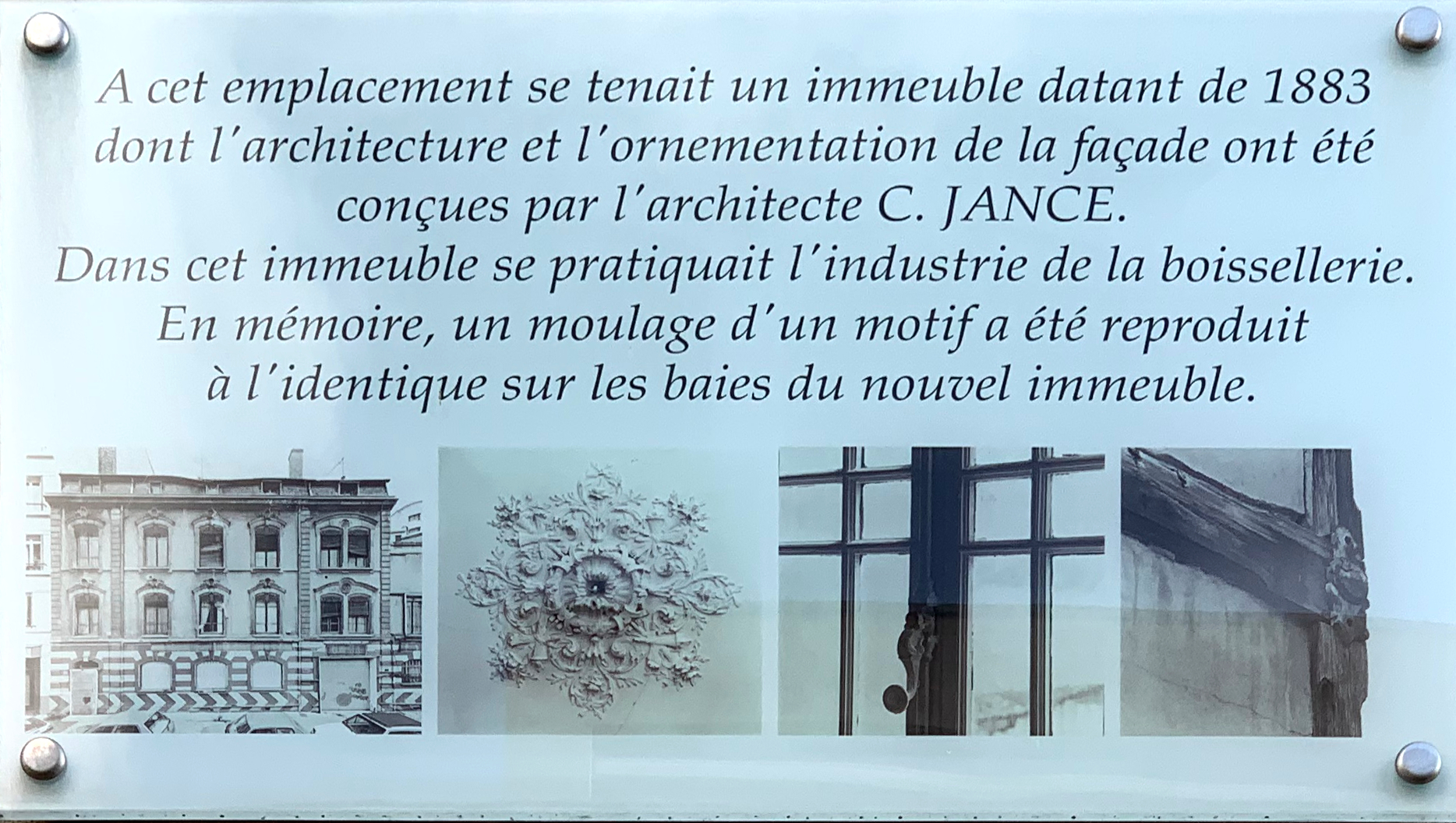
Une plaque indique qu'à l'emplacement de l'actuel no 153 se tenait une ancienne fabrique de boissellerie dont l'immeuble, conçu par C. Jance, comme d'autres immeubles du quartier, datait de 1883.